# Vlag van waterschap Goeree-Overflakkee

Vlag van waterschap Goeree-Overflakkee
(1985-2005)

De vlag van waterschap Goeree-Overflakkee is op 19 april 1985 vastgesteld als de vlag van het waterschap Goeree-Overflakkee. De vlag kan als volgt worden beschreven:
Twee banen van gelijke lengte van rood en wit, met in het midden van de vlag een kasteel.
De vlag is afgeleid van het wapen. Het rode kasteel op wit staat voor Westvoorn en de witte toren op rood staat voor Overflakkee, en zijn elkaar geschoven om de fusie te symboliseren. Het ontwerp van de vlag is van de hand van Kl. van Kampenhoek.
Vanaf 2005 is de vlag niet langer als de vlag van deze waterschap in gebruik omdat het waterschap Goeree-Overflakkee in het nieuwe waterschap Hollandse Delta op is gegaan.

## Verwante afbeeldingen

Wapen van waterschap Goeree-Overflakkee

Aa en Maas · Amstel, Gooi en Vecht · Brabantse Delta · Delfland · De Dommel · Drents Overijsselse Delta · Fryslân · Hollands Noorderkwartier · Hollandse Delta · Hunze en Aa's · Limburg · Noorderzijlvest · Rijn en IJssel · Rijnland · Rivierenland · Scheldestromen · Schieland en de Krimpenerwaard · De Stichtse Rijnlanden · Vallei en Veluwe · Vechtstromen · Zuiderzeeland
Voormalige waterschappen: 
De Aa · De Aarlanden · Alblasserwaard en de Vijfheerenlanden · De Alm · Amelander Grieën · Amstel- en Gooiland · Amstelland · Boarn en Klif · De Bovenvecht · Drentse Aa · Duurswold · Eemszijlvest · Goeree-Overflakkee · Gouwelanden · Groot Maas en Waal · Groot-Haarlemmermeer · Groot-Waterschap van Woerden · Groote Waard · Haarlemmermeerpolder · Hulster Ambacht · IJsselmonde · Krimpenerwaard · Land van Heusden en Altena · Het Lange Rond · Lauwerswâlden · Leidse Rijn · Linge · De Maaskant · Het Maasterras · Mark en Dintel · Marne-Middelsee · Meer en Woude · De Middelsékrite · De Nederwaard · Noord-Beveland · Noord- en Zuid-Beveland · Noord-Limburg · Noord-Veluwe · Noordhollands Noorderkwartier · Noordoostpolder · Noordwoude · Oldambt · Oude IJssel · De Overwaard · De Proosdijlanden · Purmer · Regge en Dinkel · De Runde · Salland · Schermer · Schieland · De Schipbeek · Schouwen-Duiveland · Sevenwolden · De Stellingwerven · Tholen · Tusken Waed en Ie · Uitwaterende Sluizen in Kennemerland en West-Friesland · De Vechtlanden · De Vier Noorder Koggen · Het Vrije van Sluis · De Waadkant · Walcheren · Waterland · De Waterlanden · Westergo's IJsselmeerdijken · Westerkwartier · Westfriesland · Wilck en Wiericke · Wilhelminapolder · Zuiveringschap Limburg